# Благовест (журнал; 1930)
«Благовест» («фр. Bonne Nouvelle») — ежемесячный религиозный журнал русских католиков византийского обряда, издавался во Франции Парижским приходом святой Троицы с января 1930 по январь 1934 года. Периодическое издание Русского апостолата в Зарубежье.

## Издатель
Основатель, издатель и главный редактор — настоятель прихода архимандрит Александр Евреинов.

## История
С января 1930 по январь 1934 года выходил на русском языке при Приходе святой Троицы в Париже, позиционировался как центральное периодическое издание русских католиков в Европе, читательская аудитория — Русская диаспора.
Финансовую поддержку изданию оказывали монашеский орден ассумпционистов, папская комиссия «Pro Russia» и англиканско-католическое Общество Святого Иоанна Златоуста.

## Разделы и характер публикаций и авторы
Отражались события из жизни Русского апостолата, экуменическая тематика, история Церкви, другие раздела богословия.
Среди авторов, наряду с Евреиновым, были:
- Николай фон Баумгартен
- Георгий Бенигсен
- Преосвященный Петр Бучис
- Священник Александр Дейбнер
- Священник Николай фон Бок
- Священник Александр Сипягин

В приложении к журналу вышли переводы на русский язык Папских Энциклик Пия XI:
- 1931 год — «Quadragesimo anno»
- 1932 год — «Catitate Cristi compulsi»[1].